# Esgrima

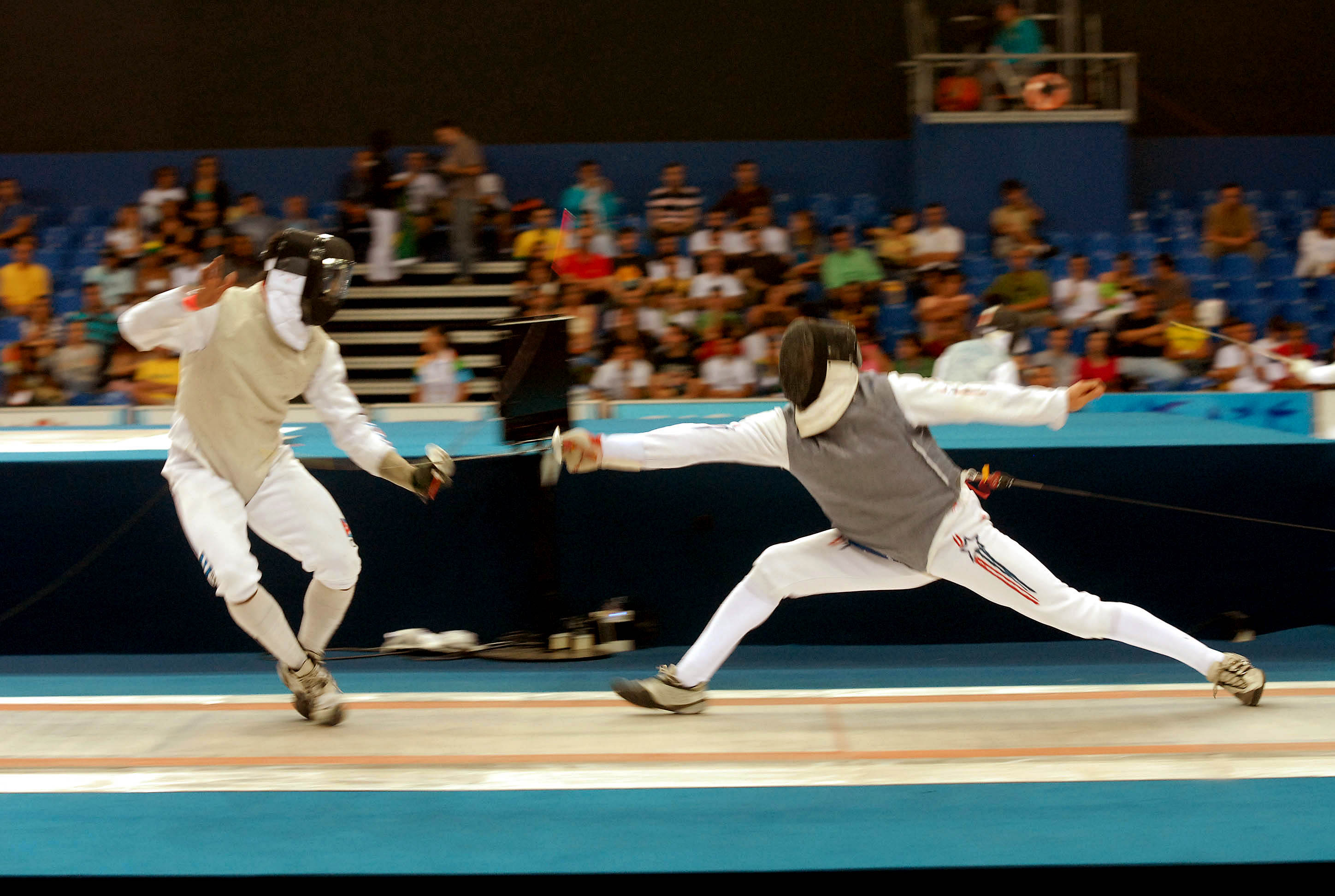
Durante um combate de esgrima, o esgrimista da direita executa um "afundo."

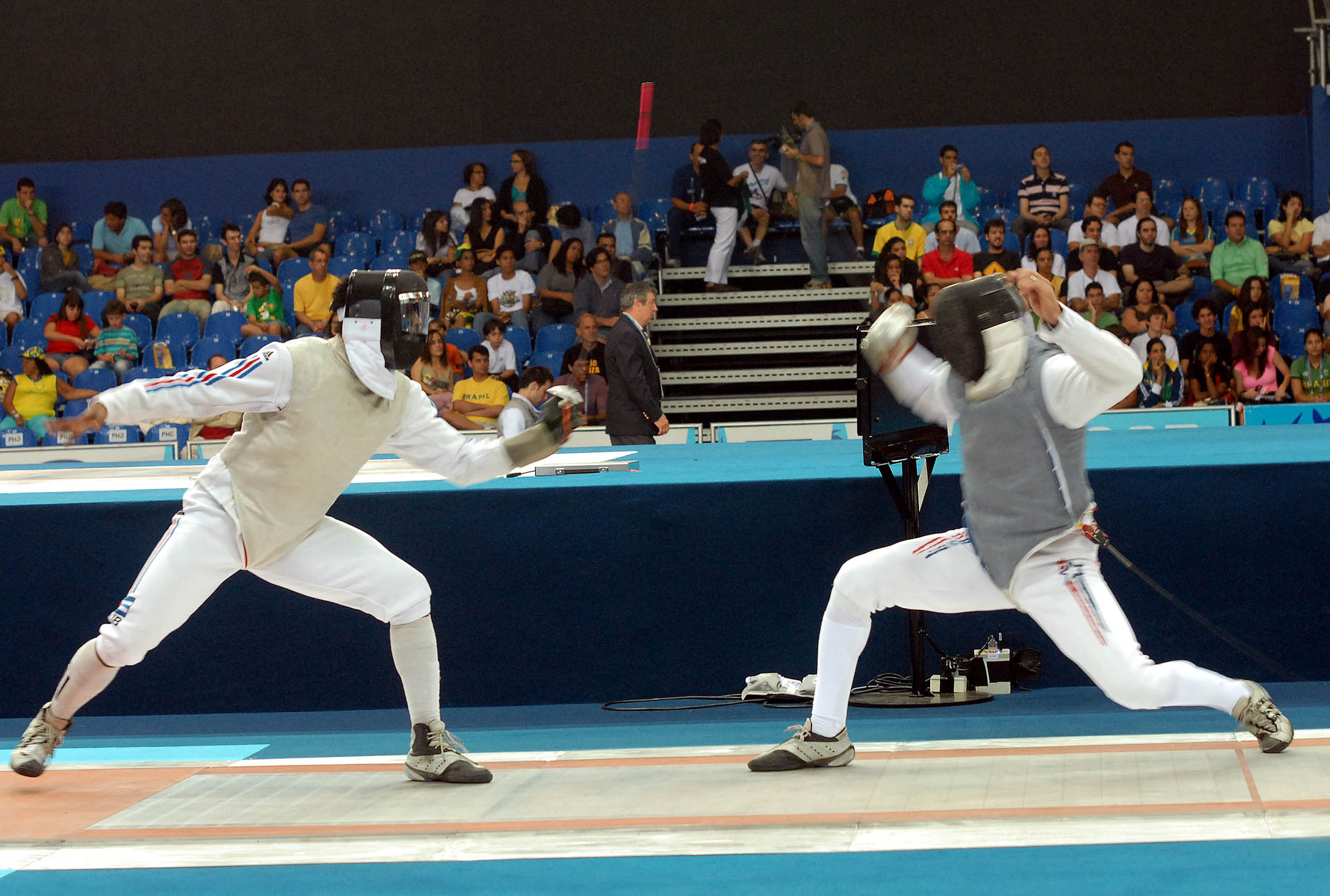
A defesa de "prima" contra o golpe de florete do atacante.

A esgrima (do antigo provençal esgrima do vocábulo germânico skirmjan, "proteger") é um desporto que evoluiu da antiga forma de combate, em que o objetivo é tocar no adversário com uma lâmina ao mesmo tempo que se evita ser tocado por ele. Existem três disciplinas de esgrima: o florete, a espada e o sabre, diferindo não só no formato da lâmina mas também nas zonas do corpo onde um toque é válido e também como as armas funcionam.

## História
A história da esgrima em si tem uma origem de pelo menos três mil anos. Pinturas egípcias e gregas mostram guerreiros empunhando espadas. A Bíblia também se refere a muitas espadas ao longo dos dois testamentos. Um templo japonês construído em 1160 a.C., mostrava alguns guerreiros semidespidos empunhando armas pontiagudas com bicos de proteção.